# Munébrega
Munébrega è un comune spagnolo di 462 abitanti situato nella comunità autonoma dell'Aragona.